# Орловская епархия
Орло́вская епа́рхия — епархия Русской православной церкви, объединяющая приходы и монастыри в западной части Орловской области (в пределах городов Орёл и Мценск, а также Болховского, Дмитровского, Знаменского, Кромского, Мценского, Орловского, Сосковского, Троснянского, Урицкого, Хотынецкого и Шаблыкинского районов). Входит в состав Орловской митрополии.
Кафедральный собор — Ахтырской иконы Божией Матери в Орле.

## История
В древности Орловский край населяли вятичи, северяне и представители финских племён. Вятичи жили по реке Оке, а Северяне — по рекам Десне, Суле и Сейму. В состав Древнерусского государства северяне вошли при князе Олеге в 884 году. Вятичи, как народ более воинственный, окончательно были покорены Рюриковичами только в начале XII веке.
Первые сведения о распространении христианства относятся к концу первой половины XII веке. Провозвестником христианского вероучения в Орловском крае считается святой равноапостольный священномученик Иоанн Кукша — инок Киево-Печерской лавры. Дальнейшими распространителями христианства в крае считаются черниговские епископы и князья — черниговские и северские. Если первые успешно продолжали заниматься апостольской деятельностью святого Кукши, то усилия вторых были направлены на строительство храмов.
Орловская епархия ведёт своё происхождение от Орловско-Севской епархии, образованной указом Святейшего Синода от 17 (28) мая 1788 года на основании Высочайшего указа от 6 мая 1788 года — привести разделение епархий в соответствие с разделением Российской империи на губернии. В отдельные периоды своей истории имела в своём составе Болховское, Елецкое, Ливенское викариатства.
В 1920-х годах некоторые приходы в Орле, Дмитровске, Кромах, Ливнах, возглавляемые Александром (Монастырёвым), подчинились обновленческому Синоду.
В 1937 году правящий Орловский епископ, как и практически весь епископат СССР, был расстрелян; его судьбу разделило большинство духовенства епархии.
С 1937 по 1941 год оставшиеся в епархии приходы существовали без управления.
С октября 1941 года по август 1943 года, в период немецкой оккупации, епархия входила в Средне-европейский митрополичий округ, возглавляемый епископом РПЦЗ Берлинским митрополитом Серафимом (Ляде). Возобновили свою деятельность десятки закрытых при советской власти приходов.
После занятия Орла советскими войсками правящим Московская патриархия командировала в Орёл для обследования церковных дел епископа Ульяновского Димитрия (Градусова).
Епархиальным архиереем с 21 июля 1988 года до своей кончины был архиепископ Паисий (Самчук) († 20 марта 2008 года).
С созданием отдельной Брянской епархии 25 февраля 1994 года — Орловская и Ливенская.
6 августа 2009 года, по инициативе архиепископа Орловского и Ливенского Пантелеимона, принято решение о почитании священномученика Кукши покровителем Орловско-Ливенской епархии.
25 июля 2014 года из состава Орловской епархии была выделена самостоятельная Ливенская епархия. Одновременно Орловская епархия была включена в состав новоучреждённой Орловской митрополии.

## Наименования епархии
- Орловская и Севская (1788—1944)
- Орловская и Брянская (1945—1994)
- Орловская и Ливенская (1994—2014)
- Орловская (с 25 июля 2014)

## Епископы
- Аполлос (Байбаков) (5 июня 1788 — 26 октября 1798)
- Досифей (Ильин) (26 октября 1798 — 4 июня 1817)
- Иона (Павинский) (22 июля 1817 — 21 июля 1821)
- Гавриил (Розанов) (18 сентября 1821 — 22 мая 1828)
- Никодим (Быстрицкий) (15 июля 1828 — 30 декабря 1839)
- Иннокентий (Сельнокринов) (28 января — 25 апреля 1840)
- Евлампий (Пятницкий) (27 июня 1840 — 22 ноября 1844)
- Смарагд (Крыжановский) (12 ноября 1844 — 5 июня 1858)
- Поликарп (Радкевич) (12 июля 1858 — 22 августа 1867)
- Макарий (Миролюбов) (29 августа 1867 — 25 декабря 1876)
- Ювеналий (Карюков) (25 декабря 1876 — 31 декабря 1882)
- Симеон (Линьков) (13 февраля 1883 — 3 июня 1889)
- Мисаил (Крылов) (3 июня 1889 — 10 августа 1896)
- Митрофан (Невский) (10 августа 1896 — 2 января 1899)
- Никанор (Каменский) (2 января 1899 — 28 марта 1902)
- Ириней (Орда) (28 марта 1902 — 10 апреля 1904)
- Кирион (Садзаглишвили) (23 апреля 1904 — 3 февраля 1906)
- Серафим (Чичагов) (3 февраля 1906 — 16 сентября 1908)
- Александр (Головин) (31 октября 1908 — 31 декабря 1910)
- Григорий (Вахнин) (31 декабря 1910 — 28 января 1917)
- Макарий (Гневушев) (28 января — 26 мая 1917)
- Серафим (Остроумов) (27 мая 1917 — 1 ноября 1927; до 18 августа 1917 в/у, епископ Бельский)
  - Даниил (Троицкий) (8 апреля — 28 октября 1922) в/у, епископ Болховский
- Николай (Могилевский) (16 сентября 1927 — апрель 1931)
- Даниил (Троицкий) (апрель 1930 — 12 мая 1931)
- Иоанникий (Сперанский) (29 апреля — 31 декабря 1931)
- Арсений (Смоленец) (11 августа 1931 — 27 июля 1932)
- Александр (Щукин) (27 июля 1932 — 30 сентября 1935)
- Серафим (Протопопов) (30 сентября — 19 октября 1935)
- Артемон (Евстратов) (19 октября — 15 декабря 1935)
- Иннокентий (Никифоров) (18 марта 1936 — 14 февраля 1937)
- Николай (Могилевский) (1941)
- Алексий (Сергеев) (лето — 14 октября 1941)
- Димитрий (Градусов) (декабрь 1943 — февраль 1944) в/у
- Фотий (Топиро) (26 декабря 1944 — январь 1946)
- Антоний (Марценко) (17 января — 19 июля 1946)
- Фотий (Топиро) (19 июля 1946 — 12 декабря 1947)
- Николай (Чуфаровский) (12 декабря 1947 — 19 октября 1949)
- Флавиан (Иванов) (19 октября 1949 — 28 ноября 1955)
- Митрофан (Гутовский) (28 ноября 1955 — 31 мая 1956)
- Иероним (Захаров) (31 мая 1956 — 21 января 1962)
- Антоний (Кротевич) (12 января 1962 — 28 мая 1963)
- Палладий (Шерстенников) (29 мая 1963 — 23 апреля 1976)
- Глеб (Смирнов) (9 мая 1976 — 25 июля 1987)
- Варфоломей (Гондаровский) (10 сентября 1987 — 21 марта 1988)
- Паисий (Самчук) (21 июля 1988 — 20 марта 2008)
- Иоанн (Попов) (21 марта — 2 июня 2008) в/у, архиепископ Белгородский
- Иероним (Чернышов) (2 июня 2008 — 27 мая 2009)
- Пантелеимон (Кутовой) (27 мая 2009 — 5 октября 2011)
- Антоний (Черемисов) (5 октября 2011 — 26 февраля 2019)
- Симон (Гетя) (26 февраля — 4 апреля 2019)
- Тихон (Доровских) (c 4 апреля 2019)

## Благочиния
Епархия разделена на 10 церковных округов:
- Болховское благочиние
- Дмитровское благочиние
- Знаменско-Хотынецкое благочиние
- Мценское благочиние
- Нарышкинско-Шаблыкинское благочиние
- Благочиние Орловского муниципального округа
- Троснянско-Кромское благочиние
- Центральное благочиние
- Благочиние монастырей
- Благочиние тюремных храмов

## Монастыри
Мужские
- Свято-Успенский монастырь в Орле
- Монастырь во имя святого Кукши в деревне Фроловка Мценского района

Женские
- Свято-Введенский монастырь в Орле
- Монастырь святой блаженной Ксении Петербургской в селе Долбёнкино Дмитровского района
- Троицкий Рождества Богородицы Оптин монастырь в Болхове